# 声音分裂
声音分裂（英語：Schizophonia）一词由默里·谢弗（Murray Schafer）在1977年首次提出。它被用来描述声音源和其电声录制的分离。这个概念来自能够传输声音的电声设备，这种设备能录制任何声音并将其传输到全世界。这即是说，所有声音本来只能被听到一次，而在录音、广播等技术被发明出来之后，所有声音都能被传送到全世界。“声音分裂”就是原初的声音和它的录音的分离。
用具象音乐的术语说，“声音分裂”即是声音源和声音体的分裂。

## 延伸阅读
- 幻听声音
- 声音生态学
- 声音艺术
- 音景